# أخطر الرجال المطلوبين (فلم)
أخطر الرجال المطلوبين  (بالإنجليزية: A Most Wanted Man) هو فيلم إثارة تم إنتاجه في ألمانيا والمملكة المتحدة وصدر في سنة 2014. الفيلم من إخراج أنطون كربيجن وكتابة اندرو بوفيل. من بطولة فيليب سيمور هوفمان ورايتشل مكأدامز وويليم دافو ودانيال برول وروبين رايت.

## القصة
مهاجر نصف شيشاني، نصف روسي. تعرض لتعذيب وحشي، تحول في المجتمع الإسلامي في هامبورغ بعد مطالبته بثروة والده المريض. كلاً من قوات الأمن الألمانية والأمريكية أصبحت تبحثان عنه، دون التحقق من كونه مجرم متطرف أم بريء وضحية.

## وصلات خارجية
- مقالات تستعمل روابط فنية بلا صلة مع ويكي بيانات